# 雨の朝と風の夜に
「雨の朝と風の夜に」（あめのあさとかぜのよるに）は、1996年8月21日にリリースされた稲垣潤一34枚目のシングル。

## 解説
air RECORDS移籍第一弾シングル。テレビ朝日系『ビートたけしのTVタックル』エンディング・テーマ。後藤次利が関わった最初の稲垣作品である。本作は当初1996年5月リリースを予定していたが再三の延期を経て8月のリリースとなった。本作が収録予定となっていたアルバムも同年6月リリース予定から9月に『PRIMARY』のタイトルで発売された。

## 収録曲
1. 雨の朝と風の夜に
  - 作詞:湯川れい子、作曲:松本俊明、編曲:後藤次利
2. 真夏の果てまで
  - 作詞:売野雅勇、作曲:岡本朗、編曲:後藤次利
3. 雨の朝と風の夜に （オリジナル・カラオケ）

## その他
リミックス・アルバム『Revival』（1996年12月4日発売）収録ヴァージョンではプロデュースのクリストファー・クロスがワンコーラス歌唱。購入者特典抽選でクロスの歌っている曲を当てた応募者に抽選でTシャツなどプレゼントされた。 